# شیرجه در المپیک تابستانی ۱۹۶۰

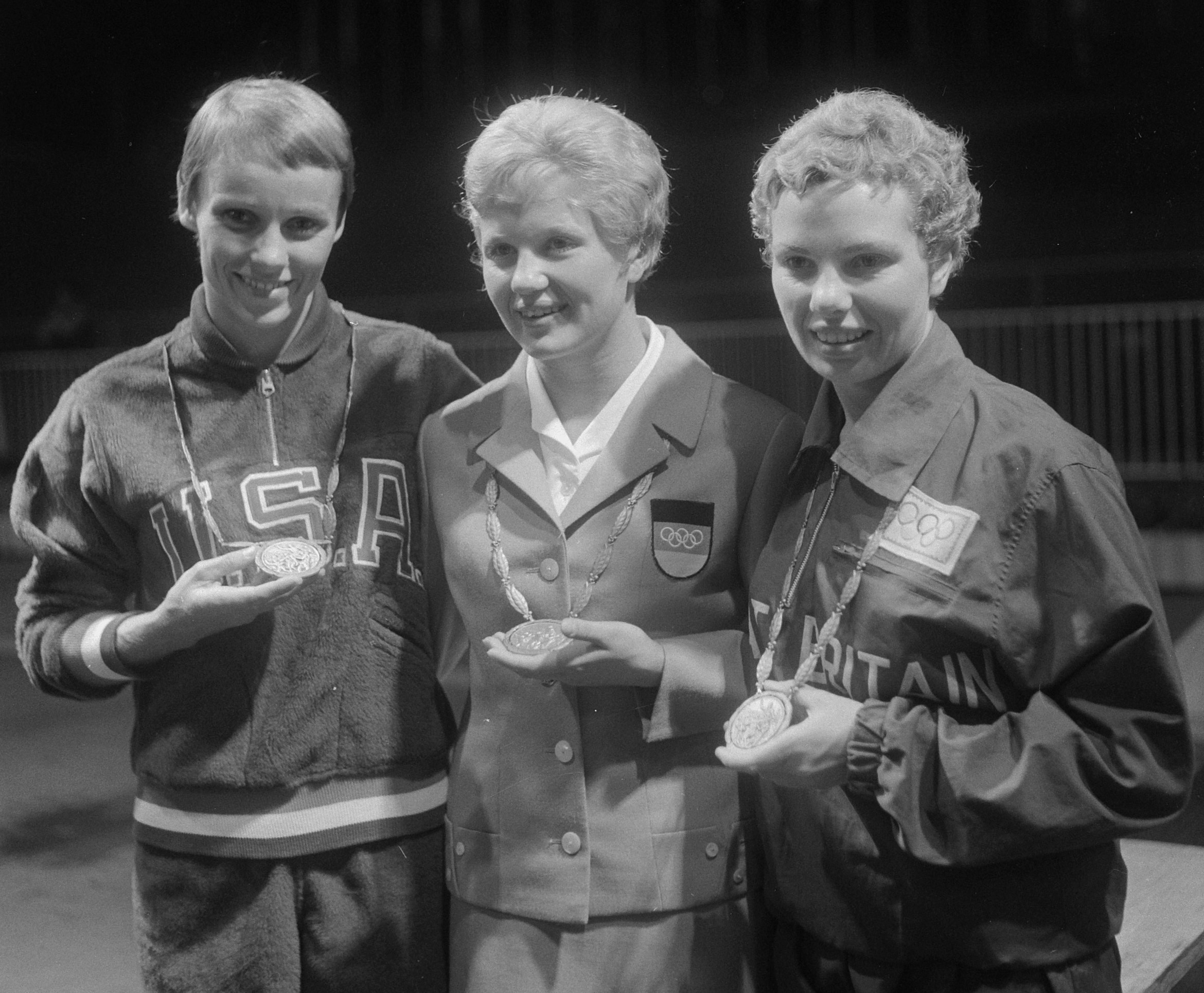
از راست به چپ تصویر «الیزابت فریس»، «اینگرید کرامر»، «پائولا پوپ»

شیرجه در بازی‌های المپیک تابستانی ۱۹۶۰ نام رویداد ورزش شیرجه در بازی‌های المپیک تابستانی بود که در سال ۱۹۶۰ برگزار شد. این مسابقات از چهار بخش تشکیل شده بود که دو بخش مربوط به مردان و دو بخش مربوط به زنان بود که در رم، ایتالیا برگزار شد.
آمریکا توانست با کسب ۲ طلا و ۴ نقره برنده این مسابقات شود.

## جدول مدال‌ها
| رتبه | کشور                      | طلا | نقره | برنز | مجموع |
| ۱    | ایالات متحده آمریکا (USA) | ۲   | ۴    | ۰    | ۶     |
| ۲    | تیم متحد آلمان (EUA)      | ۲   | ۰    | ۰    | ۲     |
| ۳    | بریتانیای کبیر (GBR)      | ۰   | ۰    | ۲    | ۲     |
| ۴    | مکزیک (MEX)               | ۰   | ۰    | ۱    | ۱     |
| ۴    | اتحاد شوروی (URS)         | ۰   | ۰    | ۱    | ۱     |